# Estrun
Estrun (flämisch: Stroom) ist eine französische Gemeinde mit 721 Einwohnern (Stand: 1. Januar 2022) im Département Nord in der Region Hauts-de-France. Sie gehört zum Arrondissement Cambrai, zur Communauté d’agglomération de Cambrai und zum Kanton Cambrai. Die Einwohner werden Estrunois genannt.

## Geografie
Die Gemeinde Estrun liegt etwa neun Kilometer nordöstlich von Cambrai am Abzweig des Canal de la Sensée von der kanalisierten Schelde, die die östliche Gemeindegrenze bildet. Nachbargemeinden sind Bouchain im Norden, Hordain im Nordosten, Iwuy im Osten, Thun-l’Évêque im Süden sowie Paillencourt im Westen. Durch die Gemeinde führt die Autoroute A2.

## Bevölkerungsentwicklung
| Jahr                       | 1962 | 1968 | 1975 | 1982 | 1990 | 1999 | 2006 | 2013 | 2020 |
| Einwohner                  | 578  | 502  | 460  | 464  | 441  | 421  | 447  | 702  | 718  |
| Quellen: Cassini und INSEE |      |      |      |      |      |      |      |      |      |

## Sehenswürdigkeiten
- gallo-römisches Oppidum, als Lager Cäsars bezeichnet, seit 1980 Monument historique

' Kirche Saint-Alexandre
- Schloss Rosière
- Hafenbecken Bassin Rond
- Wasserturm

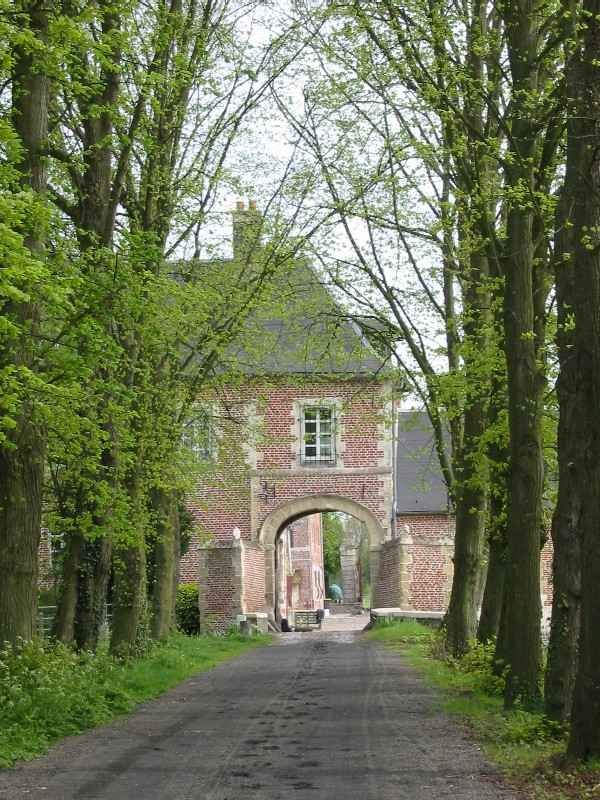
Eingang zum Schloss Rosière
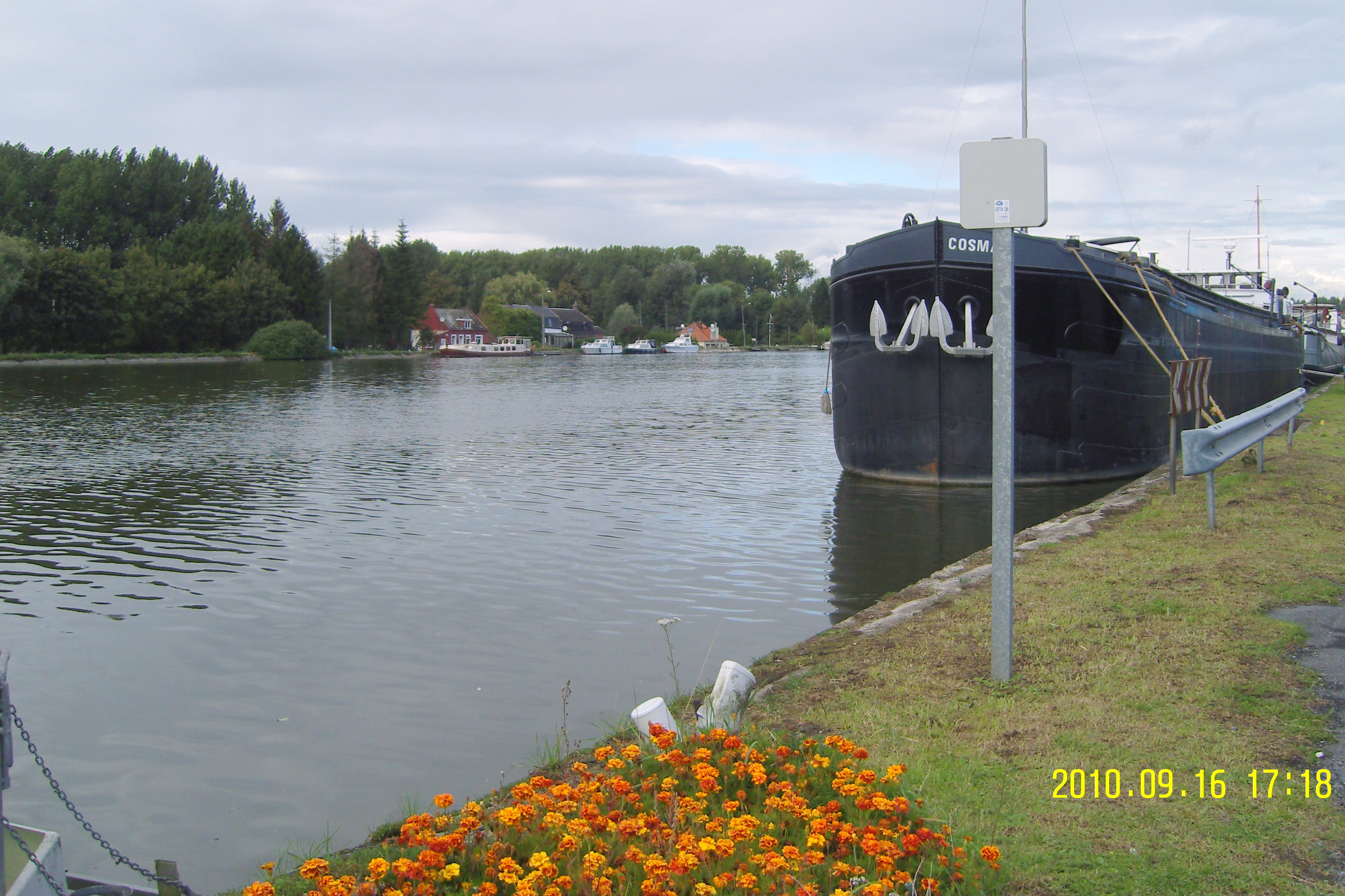
Hafenbecken Bassin Rond

## Persönlichkeiten
- Jean-Jacques Dordain (* 1946), Generaldirektor der ESA (2003–2015)